# Ковальов Георгій Кузьмич
Георгій Кузьмич Ковальов (березень 1907 — ?) — український радянський партійний діяч, секретар Вінницького обласного комітету КПУ.

## Біографія
Член ВКП(б). Освіта вища.
Перебував на відповідальній роботі в апараті ЦК КП(б)У.
У 1947 — березні 1948 року — інспектор Управління із перевірки партійних органів ЦК КП(б)У.
З березня по листопад 1948 року — заступник завідувача відділу організаційно-партійної роботи Управління із перевірки партійних органів ЦК КП(б)У.
Із грудня 1948 по грудень 1951 року — інспектор ЦК КП(б)У.
У грудні (затв.) 1951 — січні 1954 року — секретар Вінницького обласного комітету КПУ з питань ідеології.
На 1966—1967 роки — завідувач кафедри партійного і радянського будівництва Вищої партійної школи при ЦК КПУ.
Подальша доля невідома.

## Нагороди
- орден Трудового Червоного Прапора (23.01.1948)
- медалі
- Почесна грамота Президії Верховної Ради Української РСР (21.03.1967)